# بيورن أريكسون
بيورن أريكسون (بالسويدية: Björn Eriksson)‏ هو ضابط شرطة سويدي، ولد في 7 ديسمبر 1945.